# Forgaria nel Friuli
Forgaria nel Friuli (friuli nyelven Forgjarie) település Olaszországban, Friuli-Venezia Giulia régióban, Udine megyében. Lakosainak száma 1687 fő (2023. január 1.). Forgaria nel Friuli Majano, Pinzano al Tagliamento, San Daniele del Friuli, Trasaghis, Osoppo, Ragogna és Vito d’Asio községekkel határos.

## Népesség
A település népességének változása:
| Lakosok száma | 1778 | 1773 | 1687 |
|               | 2017 | 2018 | 2023 |